# Chanaz
Chanaz település Franciaországban, Savoie megyében. Lakosainak száma 551 fő (2022. január 1.). Chanaz Cressin-Rochefort, Lavours, Chindrieux, Conjux, Lucey, Saint-Pierre-de-Curtille, Vions és Culoz-Béon községekkel határos.

## Népesség
A település népességének változása:
| Lakosok száma | 499  | 507  | 519  | 512  | 524  | 535  | 547  | 546  | 551  |
|               | 2013 | 2015 | 2016 | 2017 | 2018 | 2019 | 2020 | 2021 | 2022 |